# Myriosclerotinia
Myriosclerotinia N.F. Buchw. – rodzaj grzybów z rodziny twardnicowatych (Sclerotiniaceae).

## Systematyka i nazewnictwo
Pozycja w klasyfikacji według Index Fungorum: Sclerotiniaceae, Helotiales, Leotiomycetidae, Leotiomycetes, Pezizomycotina, Ascomycota, Fungi.

## Gatunki występujące w Polsce
- Myriosclerotinia curreyana (Berk.) N.F. Buchw. 1947
- Myriosclerotinia dennisii (Svrček) J. Schwegler 1978
- Myriosclerotinia scirpicola (Rehm) N.F. Buchw. 1947
- Myriosclerotinia sulcata (Roberge ex Desm.) N.F. Buchw. 1947

Nazwy naukowe na podstawie Index Fungorum. Wykaz gatunków według M.A Chmiel.